# Bull?
Bull? is een muziekalbum van de Belgische jazzrockgroep Cro Magnon. Het was het tweede album van de groep en verscheen in 1997 op het label Lowlands, vijf jaar na het eerste album.

## Tracks
1. "Habemus Pampam" - 7:33
  1. Introïtus"
  2. "All' Ambrosiano"
  3. "Zerozerosette"
  4. "Opus Dei"
  5. "White Smoke"
2. "Somnanbühles" - 4:04
3. "Ludwig Zum Bahnhof" - 4:32
4. "De Koe" - 4:55
5. "Gateau A L'Abricot" - 4:31
6. "Mission Impossible" - 4:42
7. "Cowcrash" - 2:46
8. "Valves" - 7:51
9. "Poeskin" - 3:20
10. "Gyronef" - 4:08
11. "Dawson House (Rural Chamber Music)" - 4:34
12. "Taisse Vaisse" - 1:43

## Bezetting
- Geert Waegeman - keyboards, sampling, viool, mandoline, ukelele, percussie
- Stefan Coltura - viool, mondharp
- Rudy Mollekens - basgitaar
- Koen Van Roy - sopraan-, alt- en baritonsaxofoon
- Rik Verstrepen - viool
- Frank Ghysels - basgitaar

Gastmuzikanten waren:
- Michel Boulanger - Cello
- Tom De Wulf -  drums
- Bart Maris - trompet
- Els Cuypers - hoorn
- Tom Wauters - marimba, klarinet
- Graziella Boggiano - zang
- Liv Hanna Haugen - geroep